# Aeroportul Lake Murray
Aeroportul Lake Murray (IATA: LMY, ICAO: AYLM) este un aeroport din Lake Murray⁠(d), Western Province⁠(d), Papua Noua Guinee.
aeroportul dispune de o singură pistă.